# Список наиболее массивных звёзд

В списке приведены самые массивные звёзды, известные на сей день. Список упорядочен в порядке убывания массы звезды. За единицу измерения взята масса Солнца.

## Неопределённости и оговорки
Наиболее массивные звёзды, перечисленные ниже, являются предметом текущих исследований, их характеристики постоянно пересматриваются.
Массы, указанные в таблице ниже, выводятся из теорий, использующих сложные методики измерений температуры и абсолютной звёздной величины звезды. Все указанные массы имеют значительные неопределённости, так как измерения и/или теоретические модели могут быть неверными. Примером является VV Цефея, которая, в зависимости от методики исследования звезды, может иметь массу как от 25 до 40, так и до 100 солнечных масс.
Массивные звёзды редки, все ниже перечисленные звёзды находятся на расстояниях в многие тысячи световых лет от Земли, и это само по себе делает измерения трудными. Также большинство звёзд с такими экстремальными массами окружено облаками выбрасываемого газа, которые скрывают поверхность звезды — это создает трудности в измерениях температуры и яркости звёзд, а также существенно усложняет процесс определения их внутреннего химического состава. Для некоторых методов различные химические составы приводят к разным оценкам массы звезды.
Кроме того, облака газа создают неясность в вопросе о том, наблюдается ли только одна сверхмассивная звезда, или же компактная кратная система. Во втором случае каждая звезда велика сама по себе, но не обязательно сверхмассивна. Кроме того, возможны системы из нескольких звёзд, где одна сверхмассивная звезда имеет гораздо меньший по массе спутник или систему таковых.
Наиболее надёжно массы определены у NGC 3603-A1 и WR 20a. Последние являются членами двойных систем, и это позволяет точно рассчитать массы звёзд с помощью законов Кеплера посредством определения взаимных орбитальных движений каждого компонента через измерение их лучевых скоростей и кривых блеска, так как обе звезды являются затменными переменными.

## Звёздная эволюция
Некоторые звёзды, возможно, изначально обладали большей массой, нежели сейчас; потери объясняются рассеиванием потоков газа за счёт звёздного ветра, а также вспышками новых и псевдосверхновых — взрывными событиями, в результате которых звёзды теряют много десятков солнечных масс материи.
Кроме того, существует целый ряд остатков сверхновых и гиперновых, по наблюдениям за которыми может быть определена энергия взрыва и масса прародителей вспышек. Эти звёзды давно взорвались, но если бы они до сих пор существовали, то легко могли бы войти в представленный ниже список.
Наиболее массивные звёзды обладают самым коротким сроком жизни на главной последовательности, таким образом они являются основными кандидатами в будущие сверхновые второго типа (или сверхновые типа Ib/Ic — для звёзд типа Вольфа — Райе).

## Список наиболее массивных звёзд
Известные звёзды с массой 25 или более масс Солнца. Указанные массы — это наблюдаемые, а не изначальные во время образования звёзд.
| Название звезды              | Солнечных масс (Солнце = 1) |
| ---------------------------- | --------------------------- |
| R136a1                       | 265—315                     |
| Эта Киля А                   | 150—250                     |
| R136a2                       | 195                         |
| R136c                        | 175                         |
| VFTS 682                     | 150                         |
| WR 102ka (Peony Nebula Star) | 150                         |
| R136a3                       | 135                         |
| NGC 3603-B                   | 132                         |
| LBV 1806-20                  | 130—200                     |
| HD 269810                    | 130                         |
| WR 42e                       | 125—135                     |
| Скопление Арки-F9            | 111—131                     |
| HD 93129                     | A=120—127, B=80             |
| NGC 3603-A1a                 | 120                         |
| NGC 3603-C                   | 113                         |
| Скопление Арки-F6            | 111—131                     |
| Скопление Арки-F1            | 101—119                     |
| Лебедь OB2-12                | 110                         |
| WR 25 A                      | 110                         |
| R 99                         | 103                         |
| Wray 17-96                   | 89,5                        |
| Скопление Арки-F7            | 86—102                      |
| Пистолет (звезда)            | 86—92                       |
| HD 93250                     | 83,3                        |
| WR 20a                       | A=82,7, B=81,9              |
| HD 38282                     | A=80—170, B=95—205          |
| Мельник 42                   | 80—100                      |
| Pismis 24-17                 | 78                          |
| Компаньон M33 X-7            | 70                          |
| R 126                        | 70                          |
| Pismis 24-1SW                | 66                          |
| WR 102hb                     | 61                          |
| Var 83 в M33                 | 60—85                       |
| Дзета¹ Скорпиона             | 60                          |
| Sher 25 в NGC 3603           | 60                          |
| WR 85                        | 59                          |
| WR 102ea                     | 58                          |
| WR 22                        | 55—74                       |
| AG Киля                      | 55                          |
| WR 24                        | 54                          |
| Звезда Пласкетта             | A=43, B=51                  |
| NML Лебедя                   | 50                          |
| WR102c                       | 45—55                       |
| S Золотой Рыбы               | 45                          |
| IRS-8*                       | 44,5                        |
| BP Южного Креста A           | 43                          |
| QU Наугольника               | 43                          |
| HD 5980                      | A=40–62, B=30               |
| Мю Цефея                     | 40–50                       |
| Дзета Кормы                  | 40                          |
| IRAS 05423-7120              | 40                          |
| Westerlund 1-243             | 40                          |
| Ро Кассиопеи                 | 40                          |
| RW Цефея                     | 40                          |
| WOH G64                      | 40                          |
| Тета¹ Ориона C               | 40                          |
| V354 Цефея                   | 40                          |
| Альнилам                     | 40                          |
| Мю Наугольника               | 40                          |
| HD 148937                    | 40                          |
| V382 Киля                    | 39                          |
| V766 Центавра A              | 39                          |
| Компаньон NGC 300 X-1        | 38                          |
| Скопление R136               | 12 звёзд, все 37—76         |
| P Лебедя                     | 37                          |
| Хи² Ориона                   | 35—40                       |
| Альнитак Aa                  | 33                          |
| Альфа Жирафа                 | 31                          |
| R 66                         | 30                          |
| V520 Персея                  | 29,5                        |
| BU Южного Креста             | 29,2                        |
| PZ Кассиопеи                 | 29                          |
| S Единорога A                | 29                          |
| Гамма Парусов A              | 28,5                        |
| S Персея                     | 28                          |
| RW Лебедя                    | 27                          |
| Кси Персея                   | 26—36                       |
| KW Стрельца                  | 26                          |
| IRS 15                       | 26                          |
| HR Киля A                    | 25—40                       |
| VV Цефея A                   | 25—40                       |
| KY Лебедя                    | 25                          |
| V509 Кассиопеи               | 25                          |
| EZ Большого Пса              | 25                          |
| 6 Кассиопеи                  | 25                          |
| V810 Центавра B              | 25                          |
| VFTS 102                     | 25                          |

## Чёрные дыры
Чёрные дыры являются конечными этапами эволюции массивных звёзд. Фактически они не являются звёздами, так как не излучают тепло и свет, в них более не происходят термоядерные реакции.
- Чёрная дыра звёздной массы обладает массой в 4—15 раз больше массы Солнца.
- Чёрная дыра средней массы может быть в 100—1000 раз тяжелее Солнца.
- Сверхмассивная чёрная дыра может обладать массой от миллиона до десятков миллиардов масс Солнца.

## Эддингтоновский предел на массу
Астрономы уже давно предположили, что после того, как протозвезда достигает массы более 120 солнечных, происходит что-то радикальное. Хотя предел может растянуться для очень ранних звёзд населения III, точное значение не определено. Если существуют звёзды более 120 солнечных масс, они будут оспаривать теории звёздной эволюции (кроме случаев, когда звезда массы больше предела Эддингтона образовалась путём слияния нескольких звёзд — например R136a1).
Ограничение на массу возникает из-за того, что при большой массе звёзды имеют очень высокое энерговыделение, превышающее гравитационное притяжение самой звезды. То есть, у достаточно массивной звезды внешнее давление лучистой энергии, вырабатываемое в результате термоядерного синтеза в ядре, превышает гравитационное притяжение внутренних слоёв. Это определяет предел Эддингтона. Вследствие данного предела, звезда должна развалить себя на части, или по крайней мере выбросить достаточно массы, чтобы уменьшить свою внутреннюю генерацию энергии до уровня, который может быть удержан силами гравитации. 
Изучение скопления Арки, являющегося плотнейшим из известных скоплений звёзд в нашей Галактике, подтвердило отсутствие звёзд с массой свыше 150 солнечных.